# Palacio Larraín
El Palacio Larraín Mancheño es un inmueble ubicado en Santiago, Chile. Fue construido por la familia Larraín en 1913, que lo utilizó hasta el año 1972.

## Historia

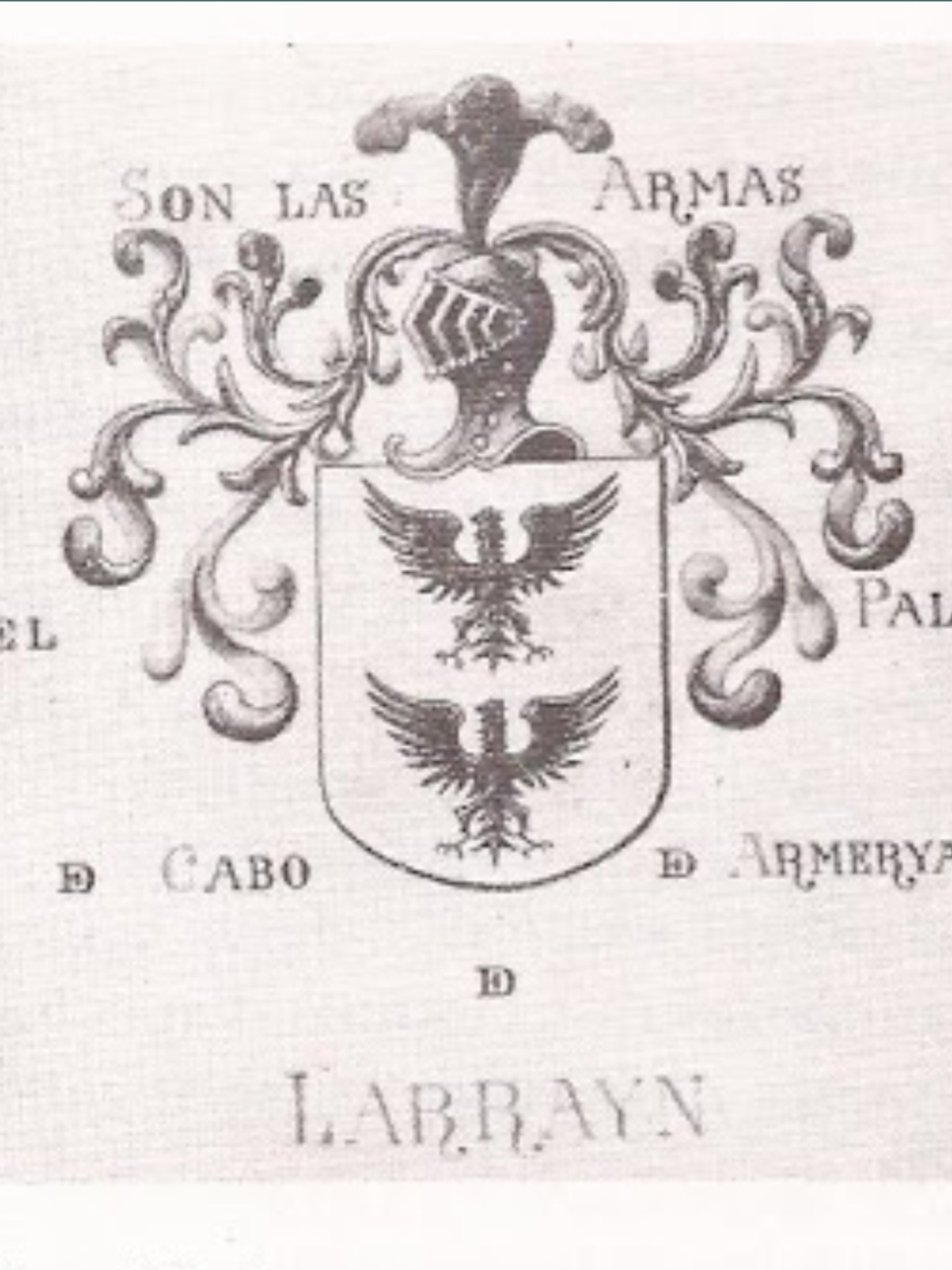
Escudo de armas de la Familia Larraín.

El palacio fue diseñado por el arquitecto Gustavo Mönckeberg en estilo neorrococó con elementos art nouveau, como ventanas y molduras. Tiene tres pisos, una mansarda y una cúpula. Posee 88 habitaciones y catorce baños, además de hermosos salones con muebles antiguos. Ubicado en la esquina de la calle Moneda (n.º 1898) y Cienfuegos (n.º 99), perteneció a Juan Francisco Larraín Alcalde , hijo del político José Patricio Larraín Gandarillas y de Carolina Alcalde Velasco, casado con Teresa Mancheño Valdés, de quienes proviene la familia Larraín Mancheño, compuesta por seis hermanos: Francisco, Roberto, Fernando, Teresa, Sofiá, y Francisco de Paula. De ellos heredó la propiedad Teresa Larraín de Llorente, que a su muerte pasó a manos de su hija mayor, Teresa Llorente Larraín. Ellos a su vez son parientes de los Larraín Zañartu del Palacio Larraín Zañartu (Espacio M).
En 1982, Teresa Lorente Larraín traspasó el palacio a sus sobrinos Tocornal Fernández y Fernández Villalobos, quienes después formaron la Sociedad de Inversiones Titanic S.A. Este nombre se debe a que la casona, debido su tamaño, es conocida como Titanic.[cita requerida]
Todavía conserva la elegancia arquitectónica de la conocidoa belle époque y continúa en manos de la familia Larraín; en su fachada se puede observar la iniciales "FL" (Francisco Larraín), sello que quiso dejar su dueño para la posterioridad.[cita requerida]
Entre 2002 y 2003, el inmueble fue utilizado por el colectivo de artistas KUTRALTUM, 13 artistas de diferentes disciplinas que vivieron, crearon y exhibieron bajo el mismo techo. También, ha sido utilizado para arriendo de habitaciones a particulares, y funciona para visitas guiadas por los propietarios.[cita requerida]
En el salón que da a la esquina de Moneda con Cienfuegos fue inaugurado en septiembre de 2024 el «Emporio Moneda», un almacén ambientado en los primeros años del siglo XX.